# Turňa nad Bodvou
Turňa nad Bodvou es un municipio del distrito de Košice-okolie en la región de Košice, Eslovaquia, con una población estimada a final del año 2024 de 3686 habitantes.
Se encuentra ubicado en el centro de la región, en la cuenca hidrográfica del río Sajó (afluente derecho del Tisza) y cerca de la frontera con la región de Prešov y con Hungría.

## Demografía
| Año        | 1994 | 2004     | 2014    | 2024    |
| ---------- | ---- | -------- | ------- | ------- |
| Población  | 2888 | 3279     | 3526    | 3686    |
| Diferencia |      | +13,53 % | +7,53 % | +4,53 % |

| Año        | 2023 | 2024    |
| ---------- | ---- | ------- |
| Población  | 3675 | 3686    |
| Diferencia |      | +0,29 % |